# Stephen Spinella
Pour les articles homonymes, voir Spinella.
Stephen Spinella (né le 11 octobre 1956 à Naples, en Campanie, dans le sud de l'Italie) est un acteur italo-américain.

## Filmographie partielle

### Télévision
- 1993 : Les Soldats de l'espérance (And the Band Played On) : Brandy Alexander
- 1997 : Les Secrets du silence (What the Deaf Man Heard) : Percy
- 2000 : New York, police judiciaire : Andy Polone (saison 10, épisode 22)
- 2003 : Our Town : Simon Stimson
- 2006 : 24 Heures chrono : Miles Papazian
- 2006 : Grey's Anatomy : Mauer Pascowitz
- 2007 : New York, unité spéciale : Morgan Smith (saison 9, épisode 1)
- 2008 : Desperate Housewives : Dr Samuel Heller
- 2012 : Made in Jersey, un épisode
- 2014 - 2015 : The Knick

### Cinéma
- 1995 : Programmé pour tuer (Virtuosity) : Dr Darrel Lindenmeyer
- 1996 : Tarantella (en) : Frank
- 1996 : Ma femme me tue (Faithful) : Jeune homme en Rolls
- 1997 : Love! Valour! Compassion! (en) de Joe Mantello : Perry Sellars
- 1997 : David Searching : Hummus Guy
- 1997 : Le Chacal (The Jackal) : Douglas
- 1998 : De grandes espérances (Great Expectations) : Carter Macleish
- 1998 : The Unknown Cyclist : Doug Stein
- 1999 : Vorace (Ravenous) : Knox
- 1999 : Broadway, 39e rue (Cradle Will Rock) : Théatre fédéral - Donald O'Hara
- 2001 : Bubble Boy : Chicken Man
- 2004 : Connie and Carla : Robert / Peaches
- 2004 : Le Prince de Greenwich Village (House of D) : Vendeur de billets
- 2006 : Stone & Ed : Concierge
- 2009 : Harvey Milk : Rick Stokes
- 2010 : Rubber de Quentin Dupieux : Chad
- 2012 : Lincoln : Asa Vintner Litton
- 2018 : Les Faussaires de Manhattan (Can You Ever Forgive Me?) de Marielle Heller
- 2019 : Windows on the World de Michael D. Olmos
- 2019 : Bad Education de Cory Finley (en)